# Wahlen 1949
◄◄ | ◄ | 1945 | 1946 | 1947 | 1948 | Wahlen 1949 | 1950 | 1951 | 1952 | 1953 | ► | ►►

Weitere Ereignisse
Folgende Wahlen fanden im Jahr 1949 statt:

## Deutschland
- Wahl zum 1. Deutschen Bundestag am 14. August
- Wahl des deutschen Bundespräsidenten 1949 am 12. September (→ Theodor Heuss)
- Bürgerschaftswahl in Hamburg 1949 am 16. Oktober

## Österreich
- Wahl zum 6. Nationalrat in Österreich am 9. Oktober
- Landtagswahl im Burgenland am 9. Oktober
- Landtagswahl in Kärnten am 9. Oktober
- Landtagswahl in Niederösterreich am 9. Oktober
- Landtagswahl in Oberösterreich am 9. Oktober
- Landtagswahl in Salzburg am 9. Oktober
- Landtagswahl in der Steiermark am 9. Oktober
- Landtagswahl in Tirol am 9. Oktober
- Landtagswahl in Vorarlberg am 9. Oktober
- Landtags- und Gemeinderatswahl in Wien am 9. Oktober

## Europa
- Kantonalwahlen in Frankreich 1949 am 20. und 27. März
- Wahl zur Abgeordnetenkammer und zum Senat in Belgien 1949 am 6. Juni
- Wahl zum Storting in Norwegen 1949 am 10. Oktober
- Wahl zum Althing in Island 1949 am 23./24. Oktober
- Parlamentswahl in Ungarn am 15. Mai 1949

## Weitere Länder
- 24. Shūgiin-Wahl in Japan am 23. Januar
- Wahl zur Verfassunggebenden Versammlung (der 1. Knesset) in Israel am 25. Januar
- Wahl des israelischen Präsidenten 1949 am 16. Februar
- Parlamentswahl in Neufundland 1949 am 27. Mai
- Kanadische Unterhauswahl 1949 am 27. Juni
- Präsidentschafts-, Parlaments- und Kommunalwahlen in den Philippinen 1949 am 8. November
- Parlamentswahl in Neuseeland 1949 am 30. November